# Geone

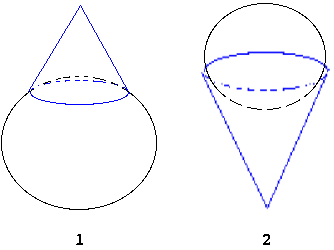
Due esempi di Geoni

Il geone è una semplice forma 2D o 3D come, ad esempio, il cilindro, il cubo, il cono, il cerchio, il rettangolo che corrispondono agli elementi più semplici di un oggetto secondo la teoria sul riconoscimento mediante i componenti (Recognition-by-components theory o RBC theory) di Irving Biederman. 
La teoria dice che un oggetto osservato venga suddiviso dal nostro cervello in forme più semplici e che queste siano dei Geoni uniti tra loro. Un semplice esempio può essere la visione di un cono gelato che diventa una sfera sovrapposta ad un cono. 

Solo un modesto numero di Geoni (36) sono disponibili e quando vengono combinati in relazioni differenti tra di loro (per esempio al di sopra di, più grande di, da un lato all'altro, dall'inizio al centro) ed hanno una grande variazione di dimensione come la proporzione e l'orientamento degli oggetti 2D, si ottiene che milioni di possibili combinazioni di Geoni 2D o 3D vengono create. 

In altre parole, così come le frasi possono essere composte utilizzando dei vocaboli, anche gli oggetti possono essere riconosciuti mediante l'uso dei Geoni.
Esistono due classi di identificazione basate sulla forma che non provengono da una rappresentazione tramite Geoni e che riguardano:
- a) l'individuazione di volti simili
- b) le classificazioni che non hanno bordi definiti come i cespugli o un indumento sgualcito.

Tipicamente, queste identificazioni non sono indipendenti dal punto di vista.